# Roberto Juan Rodríguez
Roberto Juan Rodríguez (La Habana, Cuba) es un músico de jazz cubano-estadounidense. Sus composiciones son una fusión de la música judía con géneros latinos y caribeños.

## Biografía
Es cubano de nacimiento pero emigró a Miami a los 9 años. Su padre es músico, y estudió trompeta, violín y piano. Rodríguez no es de origen judío, pero el grupo que integraba con su padre se presentaba de manera regular en entornos de esa cultura y en eventos como bar mitzvahs. Debido a su interés en ritmos como el klezmer, emigró a Nueva York, en donde conoció el movimiento en torno a la Radical Jewish Music de John Zorn y el sello Tzadik. Con este sello grabó por primera vez en 2002 El danzón de Moisés, en referencia al género del danzón y al profeta Moisés. 
Con Marc Ribot formó el ensamble Los Cubanos Postizos, grabando dos discos. Ha sido músico para artistas e intérpretes como Julio Iglesias y Paul Simon.

## Discografía
- El Danzón de Moisés, Tzadik, 2002
- Baila! gitano baila!,Tzadik, 2004
- Timba Talmud, Tzadik, 2009
- First basket, Tzadik, 2009